# NGC 5154
NGC 5154 ist eine Spiralgalaxie vom Hubble-Typ Sc im Sternbild Jagdhunde am Nordsternhimmel. Sie ist schätzungsweise 252 Millionen Lichtjahre von der Milchstraße entfernt und hat einen Durchmesser von etwa 105.000 Lichtjahren. Gemeinsam mit NGC 5149 bildet sie das isolierte Galaxienpaar KPG 375. 

Im selben Himmelsareal befinden sich die Galaxien NGC 5141, NGC 5142, NGC 5143.
Das Objekt wurde am 1. Mai 1785 von William Herschel entdeckt.